# Емма Кіркбі
Дама Емма Кіркбі (англ. DBE, Emma Kirkby, *26 лютого 1949, Кембридж) — англійська співачка (сопрано), належить до найбільших авторитетів у галузі музики середньовіччя, відродження та епохи бароко, представниця автентизму. Здійснила понад сто записів музики у різних жанрах від секвенцій Гільдеґарди Бінгенської до мадригалів італійського і англійського Відродження, кантат, ораторій бароко і творів Моцарта. 10-та у списку «20 найяскравіших сопрано» BBC Music Magazine (квітень 2007).

## Життєпис
Народилася у сім'ї морського офіцера Королівського військово-морського флоту Великої Британії. Закінчила класичне відділення у Соммервіль-коледжі Оксфордського університету. Працюючи вчителькою англійської мови, для власного задоволення співала в аматорських хорах, які виконували музичні твори епохи ренесансу і бароко. У 1973 брала участь у заснуванні ансамблю аутентистів Taverner Consort під керуванням Ендрю Перота, у якому уже співала соло. Почала виступати і записувати диски з ансамблем старовинної музики The Consort of Musicke під керівництвом Антонія Рулі, оркестром Академії старовинної музики (Academy of Ancient Music) під керівництвом Крістофера Гогвуда. Співаючи у різних ансамблях, Кіркбі виробляла власну вокальну техніку — поєднання голосу зі старовинними інструментами, і в цій роботі велику допомогу їй надавали музиканти, а особливо Джесіка Кеш. Пізніше Кіркбі працювала з іншими автентистськими колективами: Оркестром епохи Просвітництва (Orchestra of the Age of Enlightenment), Лондонським бароко (London Baroque), Готичними голосами (Gothic Voices), Бароковим оркестром Фрайбурга, Tafelmusic Toronto, ансамблем Florilegium та ін.
З 1971 по 1983 у шлюбі з диригентом Ендрю Паротом. Пізніше була у тривалих стосунках з лютністом Ентоні Рулі, народила сина. 30 квітня 2015 одружилася з диригентом Говардом Вільямсом.

## Емма Кіркбі в Україні
22 серпня 2014 року у рамках І Міжнародного фестивалю «Музика в старому Львові» відбувся концерт, де звучали пісні Франца Шуберта та англійського композитора й лютніста Джона Доуленда. Частина коштів від концертного заходу була спрямована на допомогу війську України. У концерті взяли участь: володар басу профундо, — Джоел Фредеріксен зі США; на старовинній лютні грав Міхал Гондко зі Швейцарії.

## Репертуар
Гільдеґарда Бінгенська (1098—1179), італійські та англійські мадригалісти Джон Доуленд (1563—1626), John Wilbye (1574—1638), John Ward (1590—1638),
Клаудіо Монтеверді (1567—1643),
Генрі Перселл (1659—1695),
Алессандро Скарлатті (1660—1725),
Антоніо Вівальді (1678—1741),
Йоганн Себастьян Бах (1685—1750),
Георг Фрідріх Гендель (1685—1759),
Йозеф Гайдн (1732—1809),
Вольфганг Амадей Моцарт (1756—1791).

## Визнання
- З 1999 року Емма Кіркбі є почесною членкинею Королівської академії музики (Royal Academy of Music).
- Отримала титул леді кавалера ордену Британської імперії (Order of the British Empire, 2007).
- 21 січня 2011 повідомлено, що Кіркбі нагороджена Медаллю королеви за музику[en], (2010).